# Équation de Borda–Carnot
Pour les articles homonymes, voir Borda et Carnot.
En dynamique des fluides, l’équation de Borda–Carnot est une description empirique des pertes d'énergie mécanique d'un fluide dues à une augmentation brutale de la section d'écoulement. Elle permet de quantifier la perte de charge. Ceci semble en contradiction avec le principe de Bernoulli qui s'applique à un écoulement sans dissipation (sans pertes irréversibles) et où la charge totale est une constante le long d'une ligne de courant. Cette équation porte le nom de Jean-Charles de Borda (1733–1799) et Lazare Carnot (1753–1823).
Cette équation est utilisée aussi bien pour l'écoulement en canal ouvert que pour l'écoulement en conduite. Dans les parties de l'écoulement où les pertes d'énergie irréversibles sont négligeables, le principe de Bernoulli peut s'appliquer.

## Formulation usuelle
L'équation de Borda–Carnot est, :
{\displaystyle \Delta E\,=\,\xi \,{\scriptstyle {\frac {1}{2}}}\,\rho \,\left(v_{1}\,-\,v_{2}\right)^{2},}
où
- ΔE est la perte d'énergie mécanique du fluide,
- ξ est un coefficient de perte empirique sans dimension,
- ρ est la masse volumique du fluide ,
- v1 et v2 sont les vitesses moyennes d'écoulement avant et après la variation de section.

En cas d'augmentation brutale et intense, le coefficient de perte est égal à un. Dans les autres cas, le coefficient de perte doit être déterminé par d'autres moyens, le plus souvent à partir de formules empiriques (basées sur des données expérimentales). Le coefficient de perte ξ peut être minimisé par optimisation des lignes de courant. Par exemple, dans le cas de l'augmentation de section d'une canalisation, l'utilisation d'un divergent peut réduire les pertes d'énergie mécanique. Dans certaines configurations particulières, le coefficient de perte peut cependant être supérieur à un.
L'équation de perte de Borda-Carnot n'est valable que pour une vitesse décroissante, v1 > v2, sinon la perte ΔE serait nulle : sans apport de forces externes supplémentaires, il ne peut y avoir de gain d'énergie du fluide.

## Relation avec la charge totale et principe de Bernoulli
L'équation de Borda-Carnot donne la décroissance de la constante de l'équation de Bernoulli. Pour un écoulement incompressible, le résultat est  le long d'une ligne de courant :
{\displaystyle p_{1}\,+\,{\scriptstyle {\frac {1}{2}}}\,\rho \,v_{1}^{2}\,+\,\rho \,g\,z_{1}\,=\,p_{2}\,+\,{\scriptstyle {\frac {1}{2}}}\,\rho \,v_{2}^{2}\,+\,\rho \,g\,z_{2}\,+\,\Delta E,}
avec
- p1 et p2 la pression aux points 1 et 2,
- z1 et z2 la hauteur du fluide au-dessus d'un niveau de référence,
- g l'accélération gravitationnelle.

Les trois premiers termes, de part et d'autre du signe égal sont respectivement la pression, la densité d'énergie cinétique du fluide et la densité d'énergie potentielle due à la pesanteur. Comme on peut le voir, la pression agit effectivement comme une forme d'énergie potentielle.
Pour les écoulements en conduite à haute pression, lorsque les effets gravitationnels peuvent être négligés :
{\displaystyle \Delta E\,=\,\Delta \left(p\,+\,{\scriptstyle {\frac {1}{2}}}\,\rho \,v^{2}\right).}
Pour les écoulements en canal ouvert, ΔE est lié à la perte de charge totale ΔH comme :
{\displaystyle \Delta E\,=\,\rho \,g\,\Delta H,} avec H la charge totale : {\displaystyle H\,=\,h\,+\,{\frac {v^{2}}{2g}},}
où h est la charge hydraulique (la hauteur de la surface libre au-dessus d'une référence : h = z + p/ρg ).

## Applications

### Élargissement brutal d'une conduite

Augmentation de section d'un tuyau

L'équation de Borda-Carnot est appliquée à l'écoulement dans un tuyau horizontal qui s'élargit brutalement. À la section 1, la vitesse moyenne d'écoulement est égale à v1, la pression est p1 et l'aire de la section est A1 . Les valeurs pour l'écoulement correspondant à la section 2 – bien en aval de l'élargissement (après recollement de la couche limite) – sont respectivement v2, p2 et A2. Au moment de la détente, l'écoulement se sépare et il y a des zones turbulentes qui circulent avec des pertes d'énergie mécanique. Le coefficient de perte ξ pour cette élargissement soudain est approximativement : ξ ≈ 1.0. En raison de la conservation de la masse, en supposant une densité ρ du fluide constante, le débit volumétrique à travers les deux sections transversales 1 et 2 doit être égal :
{\displaystyle A_{1}\,v_{1}\,=A_{2}\,v_{2}} , ou encore {\displaystyle v_{2}\,=\,{\frac {A_{1}}{A_{2}}}\,v_{1}.}
Par conséquent, selon l'équation de Borda-Carnot, la perte d'énergie mécanique lors d'un élargissement brusque est :
{\displaystyle \Delta E\,=\,{\frac {1}{2}}\,\rho \,\left(1\,-\,{\frac {A_{1}}{A_{2}}}\right)^{2}\,v_{1}^{2}.}
La perte de charge totale ΔH correspondante est :
{\displaystyle \Delta H\,=\,{\frac {\Delta E}{\rho \,g}}\,=\,{\frac {1}{2\,g}}\,\left(1\,-\,{\frac {A_{1}}{A_{2}}}\right)^{2}\,v_{1}^{2}.}
Pour ce cas avec ξ = 1, la variation totale d'énergie cinétique entre les deux sections efficaces est dissipée. En conséquence, le changement de pression entre les deux sections transversales est (pour ce tuyau horizontal sans effets de gravité) :
{\displaystyle \Delta p\,=\,p_{1}\,-\,p_{2}\,=\,-\,\rho \,{\frac {A_{1}}{A_{2}}}\left(1\,-\,{\frac {A_{1}}{A_{2}}}\right)\,v_{1}^{2},}
et le changement de charge hydraulique h = z + p/ρg :
{\displaystyle \Delta h\,=\,h_{1}\,-\,h_{2}\,=\,-\,{\frac {1}{g}}\,{\frac {A_{1}}{A_{2}}}\left(1\,-\,{\frac {A_{1}}{A_{2}}}\right)\,v_{1}^{2}.}
Les signes moins signifient que la pression et la charge hydraulique sont plus importantes après l'élargissement du tuyau. Que ce changement corresponde à une perte d'énergie devient évident lorsqu'on compare avec les résultats du principe de Bernoulli. Selon ce principe, sans dissipation, une diminution de la vitesse d'écoulement serait associée à une augmentation de pression beaucoup plus importante que celle constatée dans le cas présent avec des pertes d'énergie mécanique.

### Rétrécissement brutal d'une conduite

Diminution soudaine de la section, avec des turbulences près de la section 3

En cas de rétrécissement brutal du tuyau, sans optimisation des lignes de courant, le débit n'est pas en mesure de suivre le virage serré dans le tuyau plus étroit. Il en résulte une séparation des flux, créant des zones de turbulence à l'entrée du tuyau le plus étroit. Le flux principal est temporairement contracté entre les zones d'écoulement séparées, puis se dilate à nouveau pour couvrir toute la surface du tuyau.
Il n'y a pas beaucoup de perte de charge entre la section 1, avant le rétrécissement, et la section 3, la vena contracta au niveau de laquelle le flux principal est le plus contracté. Mais il y a des pertes substantielles dans l'expansion du débit de la section 3 à la section 2. Ces pertes de charge peuvent être exprimées en utilisant l'équation de Borda-Carnot, grâce à l'utilisation du coefficient de contraction μ :
{\displaystyle \mu \,=\,{\frac {A_{3}}{A_{2}}},}
avec A3 l'aire de la section transversale à l'emplacement de la plus forte contraction de l'écoulement principal 3, et A2 l'aire de la section transversale de la partie la plus étroite du tuyau. Comme A3 ≤ A2, le coefficient de contraction est inférieur à un : μ ≤ 1. Là encore, il y a conservation de la masse, donc les flux volumiques dans les trois sections efficaces sont constants (pour un fluide de densité constante ρ):
{\displaystyle A_{1}\,v_{1}\,=\,A_{2}\,v_{2}\,=\,A_{3}\,v_{3},}
avec v1, v2 et v3 la vitesse moyenne d'écoulement dans les sections associées. Alors, selon l'équation de Borda-Carnot (avec coefficient de perte ξ =1), la perte d'énergie ΔE par unité de volume de fluide due au rétrécissement de la conduite est :
{\displaystyle \Delta E\,=\,{\frac {1}{2}}\,\rho \,\left(v_{3}\,-\,v_{2}\right)^{2}\,=\,{\frac {1}{2}}\,\rho \,\left({\frac {1}{\mu }}\,-\,1\right)^{2}\,v_{2}^{2}\,=\,{\frac {1}{2}}\,\rho \,\left({\frac {1}{\mu }}\,-\,1\right)^{2}\,\left({\frac {A_{1}}{A_{2}}}\right)^{2}\,v_{1}^{2}.}
La perte de charge totale correspondante ΔH peut être calculée comme ΔH = ΔE /ρg.
Selon les mesures de Weisbach, le coefficient de contraction pour un rétrécissement à arêtes vives est d'environ : 
{\displaystyle \mu \,=\,0.63\,+\,0.37\,\left({\frac {A_{2}}{A_{1}}}\right)^{3}.}

## Dérivation du bilan de quantité de mouvement pour un élargissement brutal
Pour l'élargissement soudain d'un tuyau, voir la figure ci-dessus, l'équation de Borda-Carnot peut être dérivée des lois de conservation de la masse et de la quantité de mouvement de l'écoulement. Le flux de quantité de mouvement S à travers une section transversale de la zone A (c'est-à-dire pour la composante de quantité de mouvement du fluide parallèle à l'axe du tuyau) est, selon les équations d'Euler :
{\displaystyle S=A\,\left(\rho \,v^{2}+p\right).}
En considérant la conservation de la masse et de la quantité de mouvement pour un volume de contrôle délimité par la section 1 juste en amont de l'élargissement, la section 2 en aval de l'endroit où l'écoulement recolle de nouveau à la paroi du tuyau (après la séparation de l'écoulement), et le paroi du tuyau. Il y a un gain de quantité de mouvement S1 du volume de contrôle à l'entrée et une perte S2 à la sortie. Par ailleurs, il y a aussi la contribution de la force F due à la pression statique exercée sur le fluide par la paroi (perpendiculairement à l'axe du tuyau) :
{\displaystyle F=(A_{2}-A_{1})\,p_{1},}
où l'on a supposé que la pression était égale à la pression amont p1 .
En ajoutant ces contributions, le bilan de quantité de mouvement pour le volume de contrôle entre les sections efficaces 1 et 2 donne :
{\displaystyle S_{1}-S_{2}+F=A_{1}\,\left(\rho \,v_{1}^{2}+p_{1}\right)-A_{2}\,\left(\rho \,v_{2}^{2}+p_{2}\right)+(A_{2}-A_{1})\,p_{1}=0.}
Par conséquent, puisque par conservation de masse ρ A1 v1 = ρ A2 v2 :
{\displaystyle \Delta p=p_{1}-p_{2}=-\rho \,\left({\frac {A_{1}}{A_{2}}}\,v_{1}^{2}-v_{2}^{2}\right)=-\rho \,{\frac {A_{1}}{A_{2}}}\,\left(1-{\frac {A_{1}}{A_{2}}}\right)\,v_{1}^{2},}
en cohérence avec la perte de charge Δ p dans l'exemple ci-dessus.
La perte d'énergie mécanique Δ E est :
{\displaystyle {\begin{aligned}\Delta E&=\left(p_{1}+{\tfrac {1}{2}}\,\rho \,v_{1}^{2}\right)-\left(p_{2}+{\tfrac {1}{2}}\,\rho \,v_{2}^{2}\right)=\Delta p+{\tfrac {1}{2}}\,\rho \,\left(v_{1}^{2}-v_{2}^{2}\right)\\&=-\rho \,v_{2}\,\left(v_{1}-v_{2}\right)+{\tfrac {1}{2}}\,\rho \,\left(v_{1}^{2}-v_{2}^{2}\right)={\tfrac {1}{2}}\,\rho \,\left(v_{1}^{2}-2\,v_{1}\,v_{2}+v_{2}^{2}\right)\\&={\tfrac {1}{2}}\,\rho \,\left(v_{1}-v_{2}\right)^{2},\end{aligned}}}
qui est l'équation de Borda–Carnot avec  ξ = 1.